# Live in Paris 1975
Live in Paris 1975 é um disco ao vivo da banda inglesa Deep Purple. É a gravação do show realizado em 7 de abril de 1975, no Palais des Sports, em Paris, França. 
Era o último show da turnê europeia de divulgação do álbum Stormbringer, lançado cinco meses antes, e também do guitarrista Ritchie Blackmore, que, após o show, deixou a banda por discordar dos rumos que a sonoridade da banda vinha tomando desde a entrada de David Coverdale e Glenn Hughes ao grupo. Inclusive, pode se notar esboços do que o guitarrista iria fazer em sua futura banda, o Rainbow, na qual já vinha trabalhando paralelamente junto com Ronnie James Dio, vocalista da banda Elf, que vinha abrindo os shows do Purple na referida turnê.
Como destaques do show, as músicas do próprio álbum Stormbringer, tais como a faixa-título, The Gypsy e Lady Double Dealer (que se tornaram raras em shows da banda) e sucessos de discos anteriores, como Burn e Machine Head.
Lançado em 2004 pela Purple Records. No Brasil, lançado em 2007 pela Biplane Records.

## Faixas

### CD 1
1. Burn (Coverdale, Blackmore, Lord, Paice) – 9:46
2. Stormbringer (Coverdale, Blackmore) – 5:12
3. The Gypsy (Coverdale, Blackmore, Hughes, Lord, Paice) – 6:11
4. Lady Double Dealer (Coverdale, Blackmore) – 4:35
5. Mistreated (Coverdale, Blackmore) – 12:49
6. Smoke on the Water (Blackmore, Gillan, Glover, Lord, Paice) – 11:10
7. You Fool No One (Coverdale, Blackmore, Lord, Paice) – 19:30

### CD 2
1. Space Truckin’ (Gillan, Blackmore, Glover, Lord, Paice) – 21:21
2. Going Down (Don Nix) – 5:19
3. Highway Star (Gillan, Blackmore, Glover, Lord, Paice) – 11:33

## Ficha Técnica
- David Coverdale – Vocal
- Ritchie Blackmore – Guitarra
- Glenn Hughes – Baixo
- Jon Lord – Orgão, teclados e sintetizador
- Ian Paice – Bateria

- Produção: Deep Purple
- Mixagem e Masterização: Martin Pullen (Edensound) e Garret Willians (SRT Studios)